# Bastutjärnen (Skorpeds socken, Ångermanland)
Bastutjärnen är en sjö i Örnsköldsviks kommun i Ångermanland och ingår i Nätraåns huvudavrinningsområde. Sjön har en area på 0,0507 kvadratkilometer och ligger 320 meter över havet.

## Delavrinningsområde
Bastutjärnen ingår i det delavrinningsområde (702876-159173) som SMHI kallar för Utloppet av Bastutjärnen. Medelhöjden är 341 meter över havet och ytan är 1,35 kvadratkilometer. Det finns inga avrinningsområden uppströms utan avrinningsområdet är högsta punkten. Vattendraget som avvattnar avrinningsområdet har biflödesordning 3, vilket innebär att vattnet flödar genom totalt 3 vattendrag innan det når havet efter 86 kilometer. Avrinningsområdet består mestadels av skog (98 procent).